# سيموني كورسي
سيموني كورسي (بالإيطالية: Simone Corsi)‏ مواليد 24 أبريل 1987 في روما، هو متسابق دراجات نارية إيطالي. نافس في سباقات بطولة العالم لفئة 250 سي سي ولفئة 125 سي سي ولفئة 50 سي سي.

## روابط خارجية
- سيموني كورسي على موقع MotoGP.com (الإنجليزية)
- سيموني كورسي على موقع WorldSBK.com (الإنجليزية)
- سيموني كورسي على موقع AS.com (الإسبانية)